# Clair Engle
Clair Engle (ur. 21 września 1911 w Bakersfield, zm. 30 lipca 1964 w Waszyngtonie) – amerykański polityk, członek Partii Demokratycznej.

## Działalność polityczna
W okresie od 31 sierpnia 1943 do 3 stycznia 1959 przez osiem kadencji był przedstawicielem 2. okręgu wyborczego w Kalifornii w Izbie Reprezentantów Stanów Zjednoczonych, a od 3 stycznia 1959 do śmierci 30 lipca 1964 był senatorem Stanów Zjednoczonych z Kalifornii (1. Klasa).